# Trmice
Trmice (deutsch Türmitz) ist eine Kleinstadt in Tschechien. Sie befindet sich an der westlichen Stadtgrenze von Ústí nad Labem an einer Flussschleife der Bílina am Rand des Böhmischen Mittelgebirges. Durch Trmice führt die Autobahn D 8.

## Geschichte
Das Reihendorf Türmitz wurde im Jahr 1305 erstmals urkundlich erwähnt. Es geht auf eine slawische Ansiedlung zurück, die bis ins 11. Jahrhundert zurückverfolgt werden kann. 1664 wurde dem Ort durch Hans Hartwig Graf Nostitz das Marktrecht von Großtschochau übertragen. Im selben Jahr verlieh Kaiser Leopold I. das Stadtrecht. Diese Konkurrenz wurde in Aussig nicht gern gesehen, musste jedoch geduldet werden. Auch Interpellationen, wie etwa gegen die ab 1675 abgehaltenen Türmitzer Jahrmärkte, waren vergeblich.
Seine Einwohner waren überwiegend Ackerbürger und Handwerker. Im 18. Jahrhundert entstanden Tuchwebereien und Betriebe für die Schuhfabrikation. Bis ins 19. Jahrhundert galt Türmitz als der Mittelpunkt des deutsch-böhmischen Weinanbaus. Die Weinanbauflächen in Türmitz befanden sich insbesondere am Pfarr-, Schaf- sowie Kostner-Berg und wurden größtenteils durch Acker- und Obstanbau verdrängt.
Nachdem 1740 bei Karbitz der Abbau von Braunkohle begonnen hatte, wurde diese 50 Jahre später auch bei Türmitz gefördert. Im 19. Jahrhundert setzte ein industrieller Aufschwung in der Stadt ein. Neben der Kohleförderung, die sich auf das gesamte Gebiet westlich und nördlich der Stadt ausgedehnt hatte, wurde als Verarbeitungsbetrieb eine Teerraffinerie errichtet.
Die Stadt Türmitz gehörte bis zur Revolution von 1848/1849 im Kaisertum Österreich zur Allodial-Herrschaft Türmitz, zu der auch die Dörfer Kosten, Huttewies, Augiest, Ellbogen, Padloschin, Steben, Dubitz, Schönfeld, Raudnig, Sensel, Serbitz, Weschen, Drakowa, Böhmisch-Bockau, Maschkowitz, Pauska sowie zehn Häuser in Quickau, 21 Häuser in Qualen, zwei Häuser in Leissen und drei Häuser in Luschwitz gehörten.
Um 1850 entstanden eine Brauerei und eine Zuckerfabrik. Die 1858 erbaute Bahnstrecke Trmice–Bílina der Aussig-Teplitzer Eisenbahn führte durch die Stadt, mit Karbitz und Aussig war Türmitz durch eine elektrische Straßenbahn verbunden. Nach 1900 nahm in Türmitz das seinerzeit größte Braunkohlekraftwerk Nordböhmens den Betrieb auf. 1910 wurde die Zuckerfabrik stillgelegt, 1915 die Brauerei, die von der Aussiger Brauerei aufgekauft wurde.
Bis zu ihrer Vertreibung 1945/46 lebten in Türmitz vor allem Deutsche – 1890 meldeten sich von 3311 Einwohnern lediglich 23 als Tschechen. 1930, zweiundzwanzig Jahre nach Gründung der ČSR, waren es schon 2318 von insgesamt 7593 Einwohnern. Die Zunahme der Bevölkerung ergab sich vor allem durch die gute wirtschaftliche Lage in den 1920er Jahren sowie durch die staatlichen Förderung der Besiedlung mit Tschechen.
Seit 1907 besteht die evangelische Jesuskirche.
Während der deutschen Okkupation, die 1938 mit dem Münchner Abkommen begann, wurde Türmitz im Jahr 1939 nach Aussig eingemeindet, mit dem es bis Kriegsende verbunden blieb. Nach der Vertreibung der Deutschen als Folge des Zweiten Weltkrieges, wurden zahlreiche Ortschaften Nordböhmens dem Verfall preisgegeben. Die Wiederbesiedlung erfolgte nur langsam.

### Nach der Wende
Nach der Samtenen Revolution im November 1989 verließ gut die Hälfte der Menschen Trmice, die verbliebener Trmicer entschieden sich in einem Referendum für die Abtrennung von Ústí nad Labem, so wurde Trmice mit Beginn des Jahres 1994 zu einer eigenständigen Gemeinde, 1996 wurde es wieder zur Stadt erhoben. Die Zahl der Einwohner begann sich zu erholen und erreichte 2011 das Niveau von 1880.
Seit Ende 2006 bemüht sich die Stadtführung von Ústí wieder um eine Eingliederung von Trmice. Während Ústí sich vom Zusammenschluss eine Erhöhung der Einwohnerzahl auf über 100.000 und damit eine Steigerung der jährlichen staatlichen Zuwendungen um etwa 4,5 Millionen Euro erhofft, befürchtet Trmice Benachteiligungen bei städtischen Investitionen. Die Stadt steht einer Fusion deshalb ablehnend gegenüber.
Die Arbeitslosigkeit beträgt heute rund 30 %, ein langfristiges Problem, wie auch die Armut und Kriminalität, ähnlich dem Nachbarort Předlice, welcher seit 1939 zu Ústí gehört.
Trmice ist auch von „Exekutionen“ betroffen, einer privatisierten Form der Schuldeneintreibung, die zu Exzessen führt. 2018 waren über 40 % Trmicer davon betroffen, die zweithöchste Zahl in Tschechien.
Ab den 1960er Jahren wurden gezielt auch Roma angesiedelt. In den letzten Jahren wuchs ihr Anteil auf heute etwa ein Drittel der Einwohner, jedoch im sozialen Spektrum – von den ziemlich Reichen bis zu den Ärmsten.
Die Leiterin der Trmicer Grundschule, Marie Gottfriedová, führte Anfang der 2000er Jahre die Eingliederung aller Schüler ein, ungeachtet ihrer Leistungsfähigkeit oder ihres „Hintergrunds“. Heute ist es ein beachteter Bestandteil von Bemühungen um soziale Integration / Inklusion in Tschechien. Gottfriedová erhielt dafür 2015 den Roma Spirit-Preis für Bildung der Romakinder und den Alice Masaryková-Preis „für erfolgreiche Umsetzung inklusiver Bildung, derer Förderung und Verbreitung dieser guten Praxis“.

### Einwohnerentwicklung
Quellen: u. a. ČSÚ
- 1654 – 16 Bauern, 14 Kleinbauern, 1 Gärtner, 2 Häusler und 33 Häuser
- 1830 – 648 Einwohner und 115 Häuser
- 1869 – 1.972 Einwohner und 192 Häuser
- 1880 – 2.547 Einwohner und 217 Häuser
- 1890 – 3.311 Einwohner und 239 Häuser
- 1900 – 4.546 Einwohner und 292 Häuser
- 1910 – 5.856 Einwohner und 352 Häuser
- 1918 – Gründung der ČSR, Beginn gezielter staatlichen Förderung tschechischer Besiedlung
- 1921 – 7.133 Einwohner und 436 Häuser
- 1930 – 7.593 Einwohner und 566 Häuser
- 1938 – Besetzung der Sudeten durch Nazi-Deutschland, Vertreibung der Nichtdeutschen
- 1939 – 6.814 Einwohner und 697 Häuser
- 1945/46 – Vertreibung der Deutschen
- 1950 – 5.372 Einwohner und 679 Häuser
- 1961 – 5.352 Einwohner und 630 Häuser
- 1970 – 4.347 Einwohner und 576 Häuser
- 1980 – 3.449 Einwohner und 543 Häuser
- 1989/90 – Wende
- 1991 – 1.483 Einwohner und 354 Häuser
- 2001 – 2.299 Einwohner und 423 Häuser
- 2004 – 2.862 Einwohner (1. Januar)
- 2011 – 2.517 Einwohner und 464 Häuser

## Wirtschaft und Infrastruktur
Wirtschaftlich gesehen ist Trmice heute eine Industriestadt, auch wenn die Arbeitslosigkeit zu den höchsten Tschechiens zählt. Neben einem Wärmekraftwerk auf Braunkohlebasis befinden sich hier unter anderem Produktionsbetriebe der Firmen KSPG, Black & Decker, Renault und Jotun Powder Coating. In Trmice befindet sich auch einer der elf Globus-Hypermärkte in Tschechien.

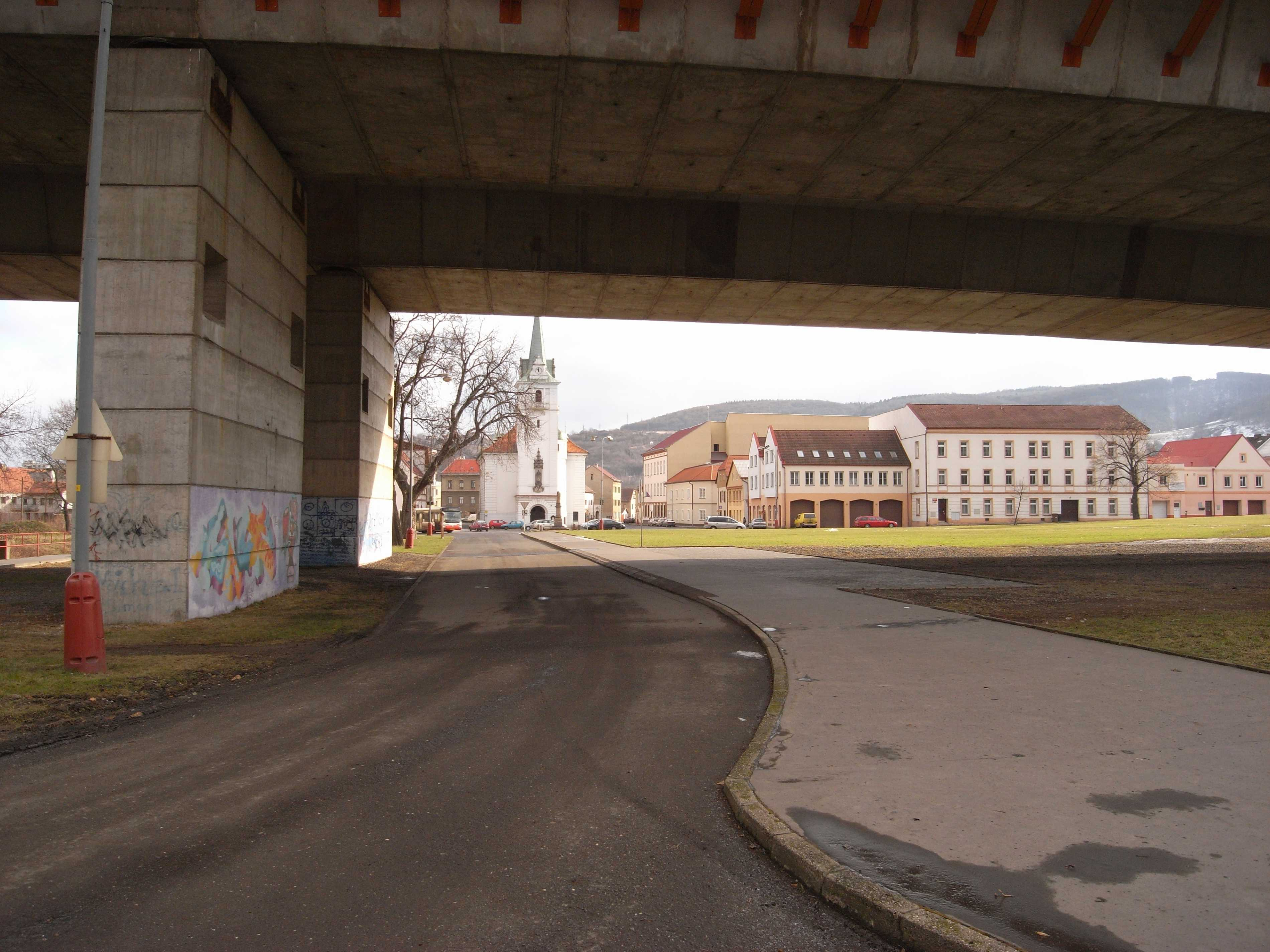
Autobahn im Ortszentrum, im Rücken des Fotografen steht das Schloss

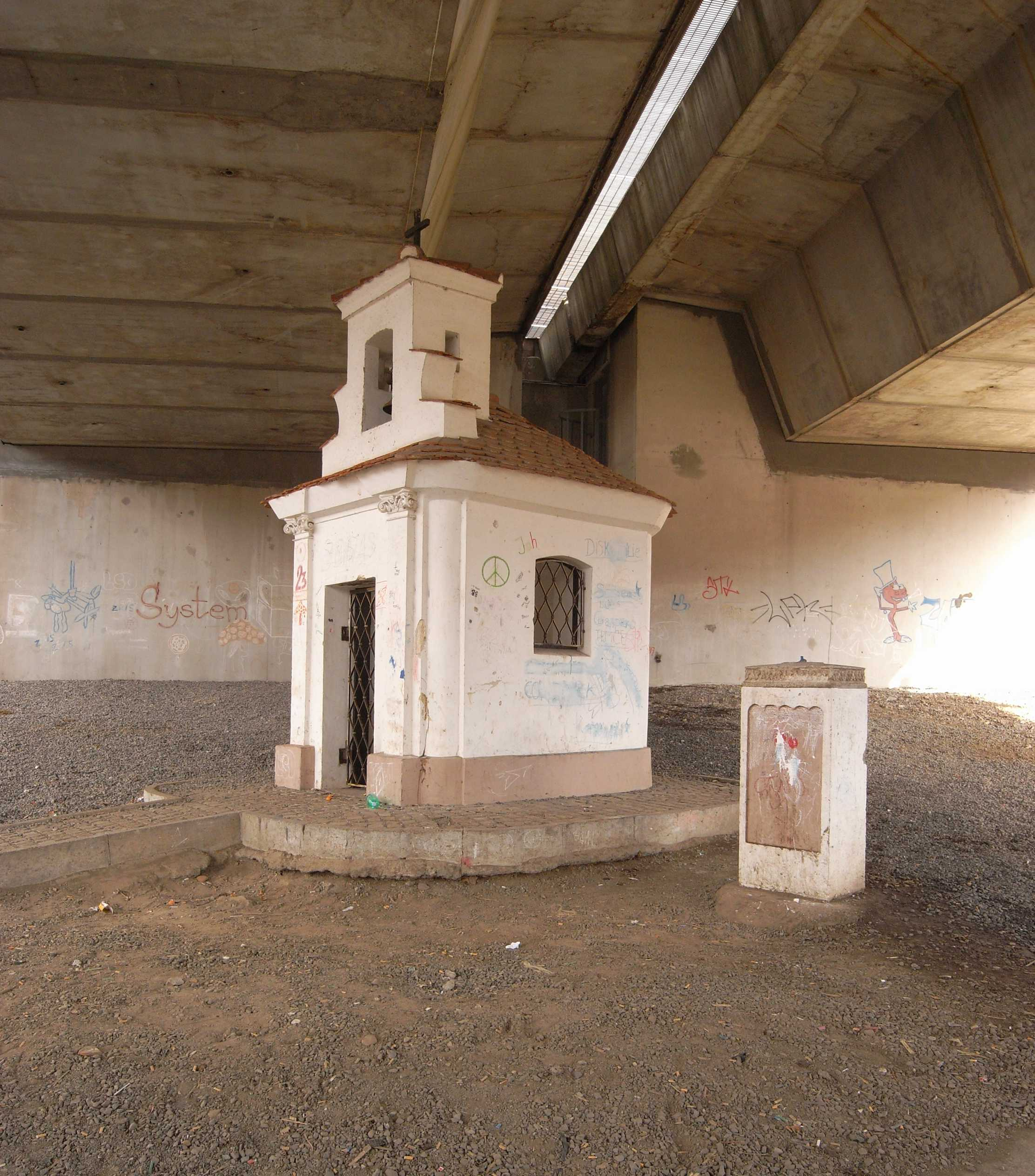
Kapelle unter der Autobahn im Ortsteil Koštov

### Autobahn D8
Durch das Stadtgebiet verläuft die Autobahn Dresden–Prag (D8), an die Trmice über eine Anschlussstelle angebunden ist. Dieses Teilstück wurde 1988 in Betrieb genommen und war als Vorleistung für den eigentlichen Autobahnbau zunächst Teil einer Schnellstraßenverbindung zwischen Ústí nad Labem und Teplice. Ohne Rücksicht auf stadtplanerische und städtebauliche Gesichtspunkte in Hinsicht auf den Lebensraum der Stadtbewohner wurde diese Trasse kostengünstig als Hochstraße durch die Ortschaft gebaut.
Angeregt durch die Planung und den Bau der Bundesautobahn 17 auf deutscher Seite entstand unter der betroffenen tschechischen Bevölkerung eine öffentliche Diskussion über eine andere Streckenführung. Durch Repräsentanten der Region erfolgten Gruppenführungen, um der internationalen Öffentlichkeit die als unzumutbar empfundene Situation im Ort aufzuzeigen. Die Befürchtung der sprunghaften Zunahme an Verkehr durch die Einbindung des alten Autobahnteilstücks in die überregionale Streckenführung ist offenkundig.

## Gemeindegliederung
Trmice besteht aus den Ortsteilen Koštov (Kosten), Trmice (Türmitz) und Újezd (Augiesel). Grundsiedlungseinheiten sind Koštov, Svahy, Trmice, Trmice-Edisonova, Tyršova und Újezd.
Das Gemeindegebiet gliedert sich in die Katastralbezirke Koštov und Trmice.

## Städtepartnerschaften
- Königstein (Sächsische Schweiz), Deutschland

## Schloss Trmice

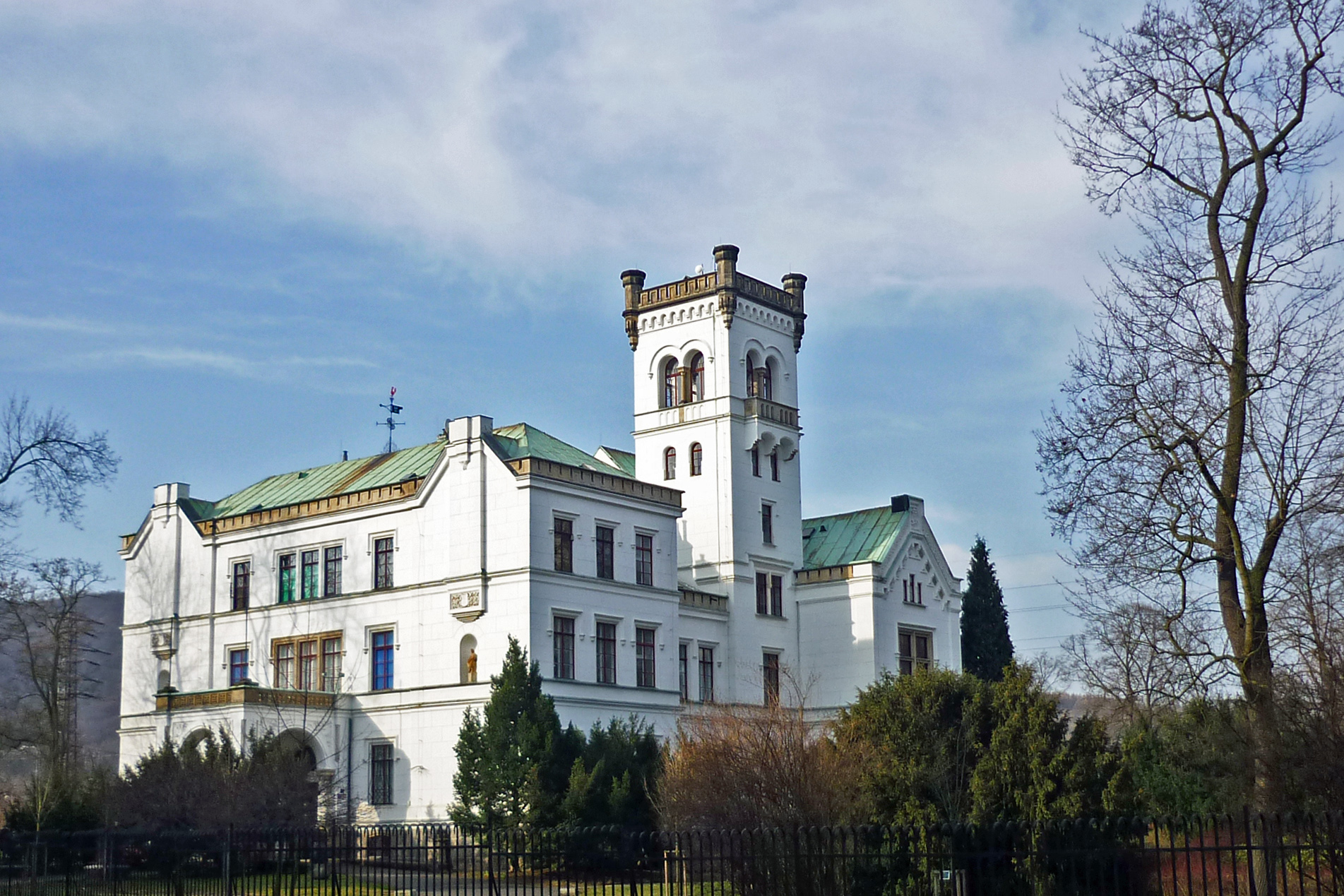
Schloss Türmitz

Das Schloss entstand in den Jahren 1852 bis 1857 nach Plänen des Wiener Architekten Heinrich von Ferstel im Tudorstil und war ein Sitz der Grafen von Nostitz. Der Verwalter des Schlosses Franz Höfer (seit 1869) Ritter von Feldsturm war der Vater des Franz Höfer von Feldsturm, Feldmarschall-Leutnant der österreich-ungarischen Monarchie während des Ersten Weltkriegs. 1919 zu Beginn der Tschechoslowakei kam es in den Besitz der Fabrikantenfamilie Wolfrum in Aussig an der Elbe, die es später der Stadt Trmice zur Einrichtung eines Museums der Stadt stiftete. Nach 1945, dem Ende des Zweiten Weltkriegs, verfiel das Anwesen so sehr, dass das Museum 1964 geschlossen wurde. Im Zusammenhang mit Planungen zum Bau der Autobahn Prag – Dresden wurde sogar über einen Abriss nachgedacht. Nach der 1994 erfolgten Renovierung wird das Schloss mit seinen rund 50 Räumen heute als Kulturzentrum der Stadt Trmice genutzt. Neben Ausstellungsräumen (u. a. Montanhistorie sowie Modelleisenbahn) und Festsälen ist darin auch die Stadtbibliothek untergebracht.

## Persönlichkeiten

### Ehrenbürger
- Karel Otčenášek (1920–2011), Bischof von Hradec Králové, wirkte zwischen 1965 und 1989 als verbannter katholischer Priester in Trmice

### Söhne und Töchter des Ortes
- Albert von Nostitz-Rieneck (1807–1871), Politiker und Oberstlandmarschall in Böhmen
- Moritz Mildner (1812–1865), böhmisch-österreichischer Violinist, Komponist und Musikpädagoge
- Hermann Burghart (1834–1901), böhmisch-österreichischer Bühnenbild- und Hoftheatermaler
- Maria Adelheid Beaufort-Spontin (* 25. Juni 1886; † 12. Juli 1945 auf Schloss Petschau), Herzogin, geborene Gräfin von Silva-Tarouca, 1920–1936 Präsidentin des Deutschen Katholischen Frauenbundes in der Tschechoslowakei.
- Josef Schrenk (1919–2013), Slawist
- Gerhard Egert (1926–2014), Lehrer und Heimatforscher